# Adrian Prosser
Adrian Prosser (nascido em 28 de julho de 1956) é um ex-ciclista canadense. Ele representou o Canadá nos Jogos Olímpicos de Verão de 1976, em Montreal.